# 2007년 한국프로야구
한국프로야구의 2007년 시즌은 대한민국의 8개 프로구단이 참가하여 2007년 4월 6일 개막했다.

## 달라진 규정
- 플레이오프 경기 순서: 2위팀 홈구장에서 1, 2, 5차전을, 준 플레이오프 승리팀 홈구장에서 3, 4차전 경기를 갖는다.
- 경기 시간: 평일 경기 개시 시간은 18시와 18시 30분 중에서 구단이 자율로 결정, 토요일과 일요일, 공휴일에는 17시 개시.
- 서머 리그: 7월 15일부터 8월 14일까지의 23경기를 서머리그 기간으로 해, 그 기간 동안 최고의 승률을 올린 팀에게 2억원의 상금이 주어진다. 최우수선수와 우수선수에게도 각각 500만원과 200만원이 주어진다. 여름에 지치게 되는 선수,구단들에게 좀 더 흥미있는 경기를 유발하도록 만들어진 제도이며, 서머리그의 성적은 별도가 아닌 정규시즌 성적에 포함된다. 2008년부터 폐지(베이징올림픽으로 인해)되었다.
- 스트라이크 존: 좌우 폭을 좁히고 위 아래를 넓혔다. 포수가 공을 잡을 때 공이 홈플레이트의 좌우 안쪽으로 들어가야 스트라이크다.
- 마운드 높이: 33 센티미터에서 25.4 센티미터로 낮추었다.
- 공인구: 공의 둘레가 22.9 센티미터에서 23.1 센티미터로 커지고, 공의 반발력도 높였다.
- 2군 리그: 지난해는 모두 384경기를 치렀지만, 2007 시즌에서 남부리그는 팀당 90경기, 북부리그는 팀당 84경기로 모두 432경기로 늘어났다.
- 퓨쳐스 올스타전: 2군 선수들끼리 감독 추천 선수를 뽑아 '퓨쳐스 올스타전'을 치른다.
- 신고 선수 등록일과 드래프트: 신고 선수의 1군 등록 가능일이 7월 1일에서 6월 1일로 앞당겨졌고, 신인 드래프트 1차 지명권도 팀당 2명에서 1명으로 줄었다.[1]

## 시즌 화제
구단별 화제
- 두산 베어스의 다니엘 리오스 투수가 용병으로는 처음으로 20승 고지를 넘어 22승을 달성하였다.
- 롯데 자이언츠의 이대호선수가 사직 야구장이 개장한 이래 처음으로 장외홈런을 날렸다.
- 두산 베어스는 프로야구 최초로 한 시즌 동안 3명의 30도루 선수를 배출했다. 이종욱-47, 고영민-36, 민병헌-30
- SK 와이번스는 김성근 감독을 영입한 후 시즌 내내 강한 팀의 면모를 보여주며 1위를 차지한다. 한국시리즈에서는 두산 베어스에 1, 2차전을 내준 후 나머지 경기를 연승한 뒤 나머지를 승리하여, 한국 프로야구 역사상 처음으로 한국시리즈 1, 2차전 패배 후 우승한 팀이 된다.

KBO 화제
- 총 관중수 400만을 돌파하였다.
- 삼성 라이온즈의 심정수선수가 31홈런에 타율 0.258로 역대 최저 타율 홈런왕에 등극했다.
- KIA 타이거즈의 이현곤선수가 2홈런과 타율 0.338로 역대 최소 홈런 타율왕에 등극했다.

## 선수 이동
시즌 전
- 세스 그레이싱어: KIA 타이거즈 → 도쿄 야쿠르트 스왈로스 (일본)
- 이병규: LG 트윈스 → 주니치 드래건스 (일본)
- 박명환: 두산 베어스 → LG 트윈스
- 봉중근: 신시내티 레즈 (마이너) → LG 트윈스
- 팀 하리칼라: 삼성 라이온즈 → LG 트윈스

시즌 중
- 최희섭: 탬파베이 데블레이스 (마이너) → KIA 타이거즈[3]

## 팀 순위
| 순위 | 팀            | 경기수 | 승 | 무 | 패 | 승률  | 게임차 | 기타 |
| ---- | ------------- | ------ | -- | -- | -- | ----- | ------ | ---- |
| 1    | SK 와이번스   | 126    | 73 | 5  | 48 | 0.603 | 0.0    |      |
| 2    | 두산 베어스   | 126    | 70 | 2  | 54 | 0.565 | 4.5    |      |
| 3    | 한화 이글스   | 126    | 67 | 2  | 57 | 0.540 | 7.5    |      |
| 4    | 삼성 라이온즈 | 126    | 62 | 4  | 60 | 0.508 | 11.5   |      |
| 5    | LG 트윈스     | 126    | 58 | 6  | 62 | 0.483 | 14.5   |      |
| 6    | 현대 유니콘스 | 126    | 56 | 1  | 69 | 0.448 | 19.0   |      |
| 7    | 롯데 자이언츠 | 126    | 55 | 3  | 68 | 0.447 | 19.0   |      |
| 8    | KIA 타이거즈  | 126    | 51 | 1  | 74 | 0.408 | 24.0   |      |

## 기록
| 기록                                 | 선수                         | 날짜     | 회    | 구장     | 기타                                                                          |
| ------------------------------------ | ---------------------------- | -------- | ----- | -------- | ----------------------------------------------------------------------------- |
| 사상 첫 개인 통산 2000안타           | 양준혁 (삼성 라이온즈)       | 6월 9일  | 9회초 | 잠실구장 | 상대 투수 - 이승학 (두산 베어스)                                              |
| 사상 첫 무보살 삼중살                | 손지환 (KIA 타이거즈)        | 6월 13일 | 5회말 | 대구구장 | 상대 타자 - 박진만 (삼성 라이온즈) 상대 주자 - 양준혁, 심정수 (삼성 라이온즈) |
| 사상 첫 1이닝 3타자 9구 삼진         | 다니엘 리오스 (두산 베어스)  | 6월 16일 | 8회말 | 문학구장 | 상대 타자 - 이진영 - 박경완 - 최정 (SK 와이번스)                              |
| 2타점 희생플라이 (1995년 이후 3번째) | 최희섭 (KIA 타이거즈)        | 7월 14일 | 1회초 | 잠실구장 | 상대 투수 - 최원호 (LG 트윈스)                                                |
| 올스타전 사상 첫 그라운드 홈런       | 이택근 (서군, 현대 유니콘스) | 7월 17일 | 5회말 | 사직구장 | 상대 투수 - 권혁 (삼성 라이온즈)                                              |
| 사상 첫 개인 통산 3500루타           | 양준혁 (삼성 라이온즈)       | 8월 4일  | 4회말 | 대구구장 | 상대 투수 - 마이크 로마노 (SK 와이번스)                                       |

## 같이 보기
- 한국의 프로 야구
- 한국야구위원회

## 참조
1. ↑  프로야구 서머리그 최고승률팀에 2억원[깨진 링크(과거 내용 찾기)] - 일간스포츠
2. 1 2  http://www.koreabaseball.com/ KBO 2008 프로야구 연감
3. ↑  최희섭 기아 입단 확정…몸값 15억5천만원 보관됨 2007-09-27 - 웨이백 머신 - 매일경제
4. ↑  양준혁 2000안타 시대 열다 보관됨 2007-09-27 - 웨이백 머신 - 세계일보
5. ↑  KIA 손지환, ‘나홀로 삼중살’ 진기록 - 동아일보
6. ↑  리오스,1이닝 9구 3탈삼진-국내 최초[깨진 링크(과거 내용 찾기)] - 노컷뉴스
7. ↑  최희섭 '2타점 희생플라이' 포함 5타점 보관됨 2007-10-06 - 웨이백 머신 - 일간스포츠
8. ↑  이택근 “이치로처럼…”… 올스타전 사상 첫 그라운드홈런 - 스포츠경향
9. ↑  '3500루타' 양준혁, "더 열심히 치고 달리고 싶다" 보관됨 2007-09-28 - 웨이백 머신 - 오쎈